# Lamek Hulthén
Lamek Hulthén (* 14. Dezember 1909; † 25. April 1995) war ein schwedischer theoretischer Physiker. Er war Professor an der KTH Stockholm.

## Leben
Lamek Hulthén wurde 1938 promoviert mit einer Arbeit über theoretische Festkörperphysik (speziell Antiferromagnetismus). In den 1940er und 1950er Jahren befasste er sich mit Mesonentheorie von Kernkräften und der Ableitung eines Nukleon-Nukleon-Potentials sowohl bei Streuung als auch im gebundenen Zustand im einfachsten Kern, dem Deuteron. Hier ist das Hulthén-Potential (1942) nach ihm benannt. Es ist eine Näherung basierend auf einer Abwandlung des Yukawa-Potentials, dass sich für kleine Abstände wie ein Coulombpotential verhält und für größere exponentiell abfällt und mit dem die Schrödingergleichung für die S-Welle exakt gelöst werden kann. Es hat die Form:
{\displaystyle V(r)=-V_{0}{\frac {e^{(-\mu r)}}{1-e^{(-\mu r)}}}}
und wird neben der Kernphysik auch zum Beispiel in Atom- und Festkörperphysik benutzt.
Eine Variationsmethode für Streuprobleme ist nach ihm benannt (manchmal auch zusätzlich nach Walter Kohn).
In seiner ersten wissenschaftlichen Veröffentlichung (1933) führte er O(4) als dynamische Symmetrie im Wasserstoffatom ein.
1949 bis 1976 war er Professor an der KTH in Stockholm, zuerst als Professor für Angewandte Mathematik und ab 1964 Leiter der Abteilung Theoretische Physik.
Er war Mitglied der Königlich Schwedischen Akademie der Wissenschaften und der Schwedischen Akademie für Ingenieurwissenschaften. 1966 bis 1979 war er im Nobelkomitee für Physik (ab 1975 als Vorsitzender).
Er war Berater von Regierungskomitees in Schweden und von Beratungsorganisationen im Verteidigungsbereich, er war im Rat der Nordita und schwedischer Delegierter bei CERN und ESRO.
Ab ihrer Gründung 1970 war er Herausgeber von Physica Scripta.

## Schriften
- mit Masao Sugawara:  The two-nucleon problem, in Siegfried Flügge, Handbuch der Physik, Band 39, 1957
- Über die quantenmechanische Herleitung der Balmerterme, Z. f. Physik, Band 86, 1933, S. 21–23
- Über das Austauschproblem eines Kristalls, Arkiv Mat Astr Fysik, Band  26A, 1938, S. 1–106 (Dissertation)
- On the virtual state of the deuteron, Phys. Rev., Band 61, 1942, S. 671
- Über die Eigenlösungen der Schrödingergleichung des Deuterons, Ark. Mat. Astron. Fys, Band 28 A, 1942, S. 1–12 (Hulthén Potential)
- On the Sturm-Liouville problem connected with a continuous spectrum, Arkiv Mat Astr Fysik, Band 35A, 1948, S.  1-14
- The variational principle for continuous spectra, 10. Skandinavischer Mathematikerkongress (X Congrés des mathématiciens scandinaves), Kopenhagen 1946, S. 201–206
- mit P. O. Olsson: Remarks on the variational method for scattering problems, Phys. Rev., Band 79, 1950, S. 532
- mit K. V. Laurikainen: Approximate eigensolutions of {\displaystyle {\frac {d^{2}\phi }{dx^{2}}}+(a+b{\frac {e^{(-x)}}{x}})\phi =0}, Reviews of Modern Physics, Band 23, 1951, S. 1–9
- mit S. Skavlem: Neutron-proton scattering in the region 0-5 MeV, Phys. Rev., Band 87, 1952, S. 297–303
- mit B. Nagel: The photodisintegration of the deuteron, Phys. Rev., Band 90, 1953, S. 62–69
- mit L. T. Hedin: Phenomenological eigenfunctions and potentials for the deuteron ground state, Teil 1, 2, Norske Vid Selsk Forh., Band 31, 1958, Heft 3, S. 1–5, Heft 4, S. 1–7